# Mleçan
Mleçan (albanisch auch Mleçani oder Mleqan/-i, serbisch Млечане Mlečane) ist ein Dorf in der kosovarischen Gemeinde Malisheva.

## Geschichte
Die Kirche St. Nikolaus von Mleçan wurde im späten 16. oder anfangs 17. Jahrhundert durch eine kollektive Spende der Dorfbewohner gebaut. Sie gehört zu den Kulturdenkmälern des Kosovos.
Während des Kosovokrieges wurde Mleçan am 12. November 1998 von serbischen Streitkräften angegriffen. Dabei wurde ein Einwohner getötet sowie Dutzende weitere Albaner misshandelt.

## Bevölkerung
| Jahr | Einwohner |
| ---- | --------- |
| 1948 | 460       |
| 1953 | 478       |
| 1961 | 605       |
| 1971 | 666       |
| 1981 | 914       |
| 1991 | 1 155     |
| 2011 | 1 211     |

Die Volkszählung in der Republik Kosovo aus dem Jahr 2011 ergab, dass in dem Dorf Mleçan 1211 Menschen wohnten, die sich allesamt als Albaner bezeichneten.

## Verkehr
Die M-9, die Hauptstraße von Pristina nach Peja, passiert Mleçan südlich des Dorfzentrums. Eine Autobahn entlang dieser Route bis Peja, die zwischen Mleçan und dem westlichen Nachbardorf Kijeva beginnt, ist in Planung.